# Einfeldia dorsalis
Einfeldia dorsalis är en tvåvingeart som först beskrevs av Johann Wilhelm Meigen 1818.  Einfeldia dorsalis ingår i släktet Einfeldia och familjen fjädermyggor. Inga underarter finns listade i Catalogue of Life.